# 弗罗亚赫-卡奇
弗罗亚赫-卡奇是奥地利施蒂利亚州穆劳县的一个市镇。总面积38.89平方公里，总人口1247人，人口密度32.1人/平方公里（2005年）。